# 트랜스포머 어드벤처
《트랜스포머 어드벤처》(Transformers: Robots in Disguise)는 해즈브로 스튜디오에서 제작된 미국의 텔레비전 애니메이션이다.
2000년 작품으로 같은 제목에 로봇 인 디스가이즈 (Robots in Disguise)는 트랜스포머: 카로보트 영어권 제목 이나 다른 작품이다. 한국과 일본에서는 트랜스포머 어드벤처라는 제목으로 변경되었다. 일본에서는 2015년 3월 15일부터 애니맥스에서 방영되었고, 한국에서는 2015년 4월 25일부터 투니버스에서 방영되었다. 2017년 11월 17일 시리즈가 종영되었다.
2018년부터 새로운 애니메이션인 트랜스포머 사이버버스 (Transformers: Cyberverse)가 방영되고 있다.

## 줄거리
디셉티콘 죄수들을 수용 하는 전함이 지구에 추락 한다. 범블비는 사이드스와이프, 엘리트 가드 스트롱 암, 그림록, 미니콘 핏싯과 함께 디셉티콘을 막기 위해 팀을 결성 한다.

## 등장인물

### 오토봇
- 범블비

성우 : 윌 프리들 / 신용우(투니버스), 김기철(대원)
- 사이드스와이프

성우 : 대런 크리스 / 강호철(투니버스), 김영선(대원)
- 픽싯

성우 : 미첼 휘트필드 / 최승훈(투니버스), 고성일(대원)
- 스트롱암

성우 : 콘스탄스 짐머 / 정선혜(투니버스), 윤성혜(대원)
- 그림록

성우 : 카리 페이튼 / 김정은(투니버스), 시영준(대원)
- 옵티머스 프라임

성우 : 피터 컬런 / 정승욱(투니버스), 김기현(대원)
- 래칫 (시즌2)

성우 : 제프리 콤스
- 드리프트

성우 : 에릭 바우자/김국진(투니버스), 최한(대원)
- 윈드 블레이드

성우 : 크리스티 우/이계윤(투니버스), 강시현(대원)

### 디셉티콘

#### 주요 디셉티콘
- 스틸조

성우 : 트로이 베이커 / 김기흥(투니버스), 최재호(대원)
- 언더바이트

성우 : 리엄 오브라이언 / 소정환
- 썬더후프

성우 : 프랭크 스탤론 / 이주창(투니버스), 이재범(대원)
- 프랙처

성우 : 케빈 폴랙 / 박성태
- 클램프 다운

성우 : 짐 커밍스 / 김광국
- 글로스트라이크 (시즌2)

성우 : 그레이 딜라일
- 세이버호른 (시즌2)

성우 : 프레드 태터쇼어/안효민
- 에어레이저

성우: 로저 크레이그 스미스/손수호
- 다이브봄

성우: 카리 페이튼/김지율

#### 단역 디셉티콘
- 해머스트라이크

성우: 데이비드 케이/한신
- 비스크

성우: 카리 페이튼/이주창(투니버스), 이재범(대원)
- 찹샵

성우: 데이비드 헌트(본체), 윌 프리들(오른팔)/권성혁
- 테라쇼크

성우: 케빈 마이클 리처드슨/김정훈
- 필치

성우: 콘스탄스 짐머/김가령
- 스프링로드

성우: 존 스티브 로차/김명준(투니버스), 최낙윤(대원)
- 페드

성우: 에디 디젠/김지율
- 퀼 파이어

성우: 앤디 밀더/한신
- 말로도르

성우: 대니얼 로벅/소정환
- 버드브레이크

성우: 찰리 슐레터/정명준
- 옥토펀치

성우: 테드 비아셀리/손수호
- 그라운드파운더

성우: 존 디마지오/김영찬
- 헤드락

성우: 에릭 부처/권성혁
- 킥백

성우: 리암 오브라이언/최재익(투니버스), 이재범(대원)
- 스카울

성우: 마크 힐드레스/최재익
- 지자

성우: 재키 해리/김채하
- 수도

성우: 에릭 부저/손수호
- 시마코어

성우: 에튜 양 킹/최낙윤

### 인간
- 러셀 클레이

성우: 스튜어트 앨런/안영미(투니버스), 윤성혜(대원)
- 테니 클레이

성우: 테드 맥긴리/선호제(투니버스), 김용준(대원)